# Aegolipton lackerbecki
Aegolipton lackerbecki är en skalbaggsart som beskrevs av Komiya 2005. Aegolipton lackerbecki ingår i släktet Aegolipton och familjen långhorningar. Inga underarter finns listade i Catalogue of Life.